# ChEBI
ChEBI(영어: Chemical Entities of Biological Interest)는 유럽 생물정보학 연구소(EBI)의 개방형 생물학 및 생물의학 온톨로지 파운드리 노력의 일부인 '작은' 화합물에 초점을 맞춘 분자 개체의 화학 데이터베이스 및 온톨로지이다. "분자 개체"라는 용어는 "개별적으로 구별할 수 있는 실체로서 식별이 가능한, 구성적으로나 동위원소적으로 구별되는 원자, 분자, 이온, 이온쌍, 라디칼, 라디칼 이온, 배위 화합물, 입체구조 등"을 지칭한다. 분자 개체는 잠재적인 생물 활성이 있는 천연 산물 또는 합성 산물이다. 단백질 분해 절단에 의해 단백질로부터 파생된 핵산, 단백질, 및 펩타이드와 같이 게놈에 의해 직접적으로 인코딩된 분자들은 일반적으로 ChEBI에 포함되지 않는다.

## 같이 보기
- 화학 데이터베이스
- 온톨로지